# Asticta caecula
Asticta caecula là một loài bướm đêm trong họ Erebidae.